# Leonel Montoya
Leonel Montoya Sánchez (Colombia, 1933 - Ibarra, Ecuador, 23 de junio de 2020) fue un entrenador colombiano de fútbol.

## Biografía
Fue bicampeón con Liga de Quito de la Serie A de Ecuador en los años 1974 y 1975. Además de alcanzar con el cuadro albo la semifinal de la Copa Libertadores de América. También con el El Nacional llegó a la semifinal del máximo torneo continental.
En enero de 2020 durante la noche blanca fue homenajeado por la dirigencia de Liga de Quito por haber sido bicampeón del campeonato ecuatoriano.
Falleció el 23 de junio de 2020 a los 88 años de edad a consecuencia de un infarto cardiaco.

## Clubes

### Como jugador
| Club                                  | País     | Temporadas |
| ------------------------------------- | -------- | ---------- |
| Boca Juniors de Cali                  | Colombia |            |
| Independiente Medellín                | Colombia |            |
| Deportivo Cali                        | Colombia |            |
| Once Caldas                           | Colombia |            |
| Aucas                                 | Ecuador  |            |
| Liga Deportiva Universitaria de Quito | Ecuador  |            |

### Como entrenador
| Club                   | País     | Año         |
| ---------------------- | -------- | ----------- |
| El Nacional            | Ecuador  | 1964        |
| Liga de Quito          | Ecuador  | 1972 - 1976 |
| Santa Fe               | Colombia | 1978        |
| Barcelona SC           | Ecuador  | 1978        |
| Independiente Medellín | Colombia | 1981        |
| Liga de Quito          | Ecuador  | 1984        |
| El Nacional            | Ecuador  | 1985        |
| Liga de Quito          | Ecuador  | 1986        |
| Once Caldas            | Colombia | 1988        |
| Deportivo Cuenca       | Ecuador  | 1993        |
| Aucas                  | Ecuador  | 1996        |
| Manta                  | Ecuador  | 2003        |
| Delfín SC              | Ecuador  | 2003        |

#### Otros clubes como DT
- Liga de Portoviejo
- Macará

## Palmarés

### Campeonatos nacionales
| Título  | Club          | País    | Año  |
| ------- | ------------- | ------- | ---- |
| Serie A | Liga de Quito | Ecuador | 1974 |
| Serie A | 1975          |         |      |

## Libros
- Bolillo: si se pudo! (2001)